# Dyspepsie
Dyspepsie (van Oudgrieks δυσπεψία: “δυς- (dys-)” = “moeilijk” en “πέψις (pépsis)” = “vertering”) is in de geneeskunde de term waarmee een verstoring in het spijsverteringssysteem wordt bedoeld, waarbij voornamelijk maagklachten optreden. Veelal wordt er gesproken over een opgeblazen gevoel in de maagstreek, dat de vertering van voeding onaangenaam maakt.

## Symptomen
In geval van een opgeblazen gevoel hoeft men niet alleen gas te hebben in de buik. De meest voorkomende andere symptomen zijn:
- Winderigheid
- Gerommel in de buik
- Misselijkheid
- Pijn in de onderbuik
- Een opgezwollen buik - Een opgezwollen buik kan ook leiden tot vermoeidheid, ademhalingsproblemen en pijn.
- Overgeven
- Diarree
- De hik
- Bebloede ontlasting.

Opeens snel veel gewicht verliezen kan ervaren worden wanneer iemand last heeft van verminderde honger en verstoringen in de maag. Soms kan men na het drinken of eten ook last hebben van veelvuldig boeren of een hoge gasproductie.

## Oorzaken
In de meeste gevallen gaat het om gassen die geproduceerd worden in de darmen. Medische aandoeningen als de ziekte van Crohn en darmobstructie kunnen ook bijdragen aan het opgeblazen gevoel.
Winderigheid en een opgeblazen gevoel zijn vaak tekenen dat het eten niet volledig verteerd kan worden door het lichaam. Ook door niet genoeg te drinken kunnen de problemen verergeren, doordat vocht nodig is bij de vertering van het voedsel. Vet eten stimuleert de aanmaak van vetcellen in het lichaam, en vet op het lichaam vertraagt de werking van de maag, waardoor het ook kan bijdragen aan dyspepsie. Zuivelproducten kunnen ook bijdragen aan een opgeblazen gevoel, winderigheid en kramp. Mensen met een lactose-intolerantie zullen dit sterker ondervinden. Als de producten zijn verteerd, moet het probleem verholpen zijn.

### Directe oorzaken
- Te veel, te snel en/of te vaak eten
- Lactose-intolerantie - lactose zit in zuivelproducten
- Fructose-intolerantie - fructose is vruchtensuiker
- Voedselallergie
- Lucht in de maag - veroorzaakt door reanimatie, als de persoon niet meer uit zichzelf ademt
- Lucht slikken - vaak onbewust, maar kan ook bij te snel eten, waarbij er lucht mee wordt geslikt
- Dumpingsyndroom - onvolledige vertering van het eten
- Gas producerende voedselwaren
- Moeizame stoelgang - ook wel een "verstopping" of "obstipatie" genoemd
- Menstruatie
- Helicobacter pylori - een bacterie in de maag
- Psychische factoren
- Stress en Medicijnen
- Overmatig alcoholgebruik

### Indirecte oorzaken
- Prikkelbaredarmsyndroom - PDS
- Darmobstructie
- Visceraal vet (bierbuik)
- Mild buigingsyndroom - een soort PDS
- Polycysteus-ovariumsyndroom - cysten in de eierstokken. Een symptoom is een onregelmatige eisprong.
- Syndroom van Alvarez
- Wormen en andere parasieten in de darmen
- Diverticulose - meestal bij 40-plussers

Redelijk onbekende oorzaken kunnen zijn: 
- Ascites waar niet lucht maar een vloeistof de storende factor is;
- Tumoren, vooral als deze in de eierstokken, lever, baarmoeder en in de maag liggen.

## Specifieke oorzaken

### Fructose
Fructose komt voor in honing en vruchten. Gewone tafelsuiker (sacharose) levert gelijke hoeveelheden fructose en glucose. Vruchtensuiker bestaat enkel en alleen uit fructose. Fructose wordt ook gebruikt als zoetstof en is 1,5 keer zo zoet als tafelsuiker.
Verschillende onderzoeken laten zien dat fructose niet zo goed is voor het lichaam. Een teveel aan fructose over een langere periode kan leiden tot een metabool syndroom. Verder kunnen er nog hypertensie, hartinfarct, dyslipidemie, obesitas, pancreatitis, acuut leverfalen en zwangerschapdiabetes veroorzaakt worden.
Het lichaam accepteert de fructose en brengt deze met het proteïne GLUT-5 naar de lever. GLUT-2 wordt door het lichaam gebruikt voor de stof glucose. Echter, niet alleen glucose kan met de GLUT-2 mee, ook fructose. Fructose wordt alleen afgebroken en omgezet in energie in de lever, terwijl glucose wordt omgezet in energie in het hele lichaam. GLUT-2 zorgt voor de glucosetoestroom, en als er een teveel aan fructose is, raakt het lichaam verzadigd en is er niet genoeg GLUT-5 om de fructose af te voeren. Fructose zal dan de plek van glucose in gaan nemen. Hierdoor ontstaat een Fructosemalabsorptie. 30 Tot 40 procent van de bevolking lijdt hieraan. Doordat de fructose niet of niet genoeg opgenomen wordt, stijgt de concentratie in de dikke darm, waarna de bacteriën het omzetten in waterstof en koolstofdioxide. Hierdoor worden de meeste symptomen van een opgeblazen gevoel veroorzaakt. Er bestaan ook verschillende soorten vruchten waar suikers in zitten die mensen niet kunnen verteren, maar bacteriën wel.

## Behandeling
In sommige voedingsmiddelen zitten enzymen die helpen suikers af te breken die te vinden zijn in granen en fruit. Deze kunnen genomen worden voordat er gegeten wordt. Ook medicijnen met actieve kool kunnen genomen worden tegen de geur van winderigheid. De bekendste medicijnen zijn antacida. Dit verhoogt de pH van het maagzuur. Echter, er moet een gedoseerde hoeveelheid ingenomen worden. Als er te veel van wordt ingenomen, remt dat weer de werking van de maag.
Ook na het eten een wandelingetje maken kan helpen tegen een opgeblazen gevoel. Dit komt doordat er hormonen vrijkomen tijdens een wandeling, die de vertering van het voedsel bevorderen in de ingewanden. Kruidenthee kan ook worden gedronken, omdat deze de luchtbelletjes afbreekt. Sommige soorten voedsel, zoals koffie en chocola, kunnen het spijsverteringskanaal stimuleren, wat leidt tot een hogere hoeveelheid lucht in de darmen. Vet eten kan ook slecht verteerd worden, waardoor een opgeblazen gevoel kan opkomen. Ook hete en ijskoude dranken of etenswaar kunnen een opgeblazen gevoel geven, doordat er lucht wordt ingezogen bij het consumeren. Koolzuurhoudende dranken zorgen ervoor dat er gas ontstaat in de buik. Dat wat niet weer naar boven komt, gaat via de darmen eruit en zorgt voor een opgeblazen gevoel. Het is dus niet raadzaam deze te drinken. Het is ook het verstandigst om te stoppen met roken of anderszins gebruik van tabakproducten.